# Apomecyna somaliensis
Apomecyna somaliensis là một loài bọ cánh cứng trong họ Cerambycidae.